# Cuerudos de Ciudad Victoria
Cuerudos de Ciudad Victoria ist ein ehemaliger Fußballverein aus Ciudad Victoria, der Hauptstadt des mexikanischen Bundesstaates Tamaulipas. 

## Geschichte
Der Verein wurde 1959 unter der Führung von Simón Lan und Herminio Saíz gegründet, um in der Saison 1959/60 einen Startplatz in der Segunda División zu erhalten. Dort war der Verein in den folgenden 19 Jahren bis zum Ende der Saison 1977/78 dauerhaft vertreten. Nur die Petroleros de Salamanca (22 Jahre von 1964 bis 1986) und die Reboceros de La Piedad (19 Jahre von 1953 bis 1972) wirkten länger bzw. gleich lang ohne Unterbrechung in der seinerzeit noch zweitklassigen Segunda División mit. 
Am Ende ihrer ersten Saison landete die fast ausnahmslos aus Amateurspielern der alten Liga Municipal de Victoria zusammengestellte Mannschaft auf dem vorletzten Tabellenplatz. Der sportliche Misserfolg hatte tiefgreifende Veränderungen sowohl im Management als auch im Spielerkader zur Folge. 
Obwohl die Cuerudos in den folgenden Jahren in sportlicher Hinsicht zulegen konnten und einen großen Rückhalt in der Bevölkerung genossen, litten sie in den 1970er Jahren zunehmend unter finanziellen Problemen und sahen sich schließlich am Ende der Saison 1977/78 zum Rückzug aus dem Profifußball gezwungen. 

## Rivalität zur UAT
Für viele, vor allem ältere, Fußballfans aus Ciudad Victoria waren die Cuerudos der eigentliche Verein der Stadt: zum einen, weil die Ursprünge ihres Stadtrivalen Correcaminos in der Hafenstadt Tampico liegen und zum anderen, weil die „Corre“ ein Produkt der Universidad Autónoma de Tamaulipas ist, weshalb es ihnen an einer tieferen Verankerung in Teilen der Bevölkerung fehlt.